# Calolisianthus pendulus
Calolisianthus pendulus är en gentianaväxtart som först beskrevs av Carl Friedrich Philipp von Martius, och fick sitt nu gällande namn av Ernest Friedrich Gilg. Calolisianthus pendulus ingår i släktet Calolisianthus och familjen gentianaväxter. Inga underarter finns listade i Catalogue of Life.